# 錦町 (大分市)
錦町（にしきまち）は、大分県大分市中心部にある地区の地名である。現行行政地名は錦町一丁目から錦町三丁目。住居表示実施済区域。

## 地理
東で大分川、南で日豊本線・豊肥本線に面し、北で長浜町、南で元町に隣接する。また、西では、北側で金池町と接し、南側で国道10号を挟んで顕徳町に接する。町域は北から南に1-3丁目に分かれ、2丁目と3丁目の間を東西に大分県道21号大分臼杵線が走る。2017年（平成29年）3月25日には、国道10号と国道197号を南北に結ぶ都市計画道路中島錦町線のうち、この地区を縦断する区間が開通。同年12月20日には全線が開通した。

## 歴史
行政地名としては、1964年（昭和39年）4月1日に、従前の大字大分の一部（通称で長浜南・坊ヶ小路町）から成立。

## 世帯数と人口
2022年（令和4年）3月31日現在（大分市発表）の世帯数と人口は以下の通りである。
| 丁目       | 世帯数  | 人口    |
| ---------- | ------- | ------- |
| 錦町一丁目 | 251世帯 | 478人   |
| 錦町二丁目 | 199世帯 | 427人   |
| 錦町三丁目 | 274世帯 | 597人   |
| 計         | 724世帯 | 1,502人 |

### 人口の変遷
国勢調査による人口の推移。
| 1995年（平成7年）  | 1,497人 | [ 8 ]  |  |
| 2000年（平成12年） | 1,558人 | [ 9 ]  |  |
| 2005年（平成17年） | 1,539人 | [ 10 ] |  |
| 2010年（平成22年） | 1,468人 | [ 11 ] |  |
| 2015年（平成27年） | 1,378人 | [ 12 ] |  |
| 2020年（令和2年）  | 1,403人 | [ 13 ] |  |

### 世帯数の変遷
国勢調査による世帯数の推移。
| 1995年（平成7年）  | 674世帯 | [ 8 ]  |  |
| 2000年（平成12年） | 708世帯 | [ 9 ]  |  |
| 2005年（平成17年） | 728世帯 | [ 10 ] |  |
| 2010年（平成22年） | 690世帯 | [ 11 ] |  |
| 2015年（平成27年） | 640世帯 | [ 12 ] |  |
| 2020年（令和2年）  | 669世帯 | [ 13 ] |  |

## 学区
市立小・中学校に通う場合、学区は以下の通りとなる（2022年4月時点）。
| 丁目       | 番・番地等 | 小学校             | 中学校                 |
| ---------- | ---------- | ------------------ | ---------------------- |
| 錦町一丁目 | 全域       | 大分市立長浜小学校 | 大分市立上野ヶ丘中学校 |
| 錦町二丁目 | 全域       | 大分市立長浜小学校 | 大分市立上野ヶ丘中学校 |
| 錦町三丁目 | 全域       | 大分市立長浜小学校 | 大分市立上野ヶ丘中学校 |

## 事業所
2016年（平成28年）現在の経済センサス調査による事業所数と従業員数は以下の通りである。
| 丁目       | 事業所数 | 従業員数 |
| ---------- | -------- | -------- |
| 錦町一丁目 | 13事業所 | 47人     |
| 錦町二丁目 | 15事業所 | 145人    |
| 錦町三丁目 | 18事業所 | 153人    |
| 計         | 46事業所 | 345人    |

## 交通

### 道路
- 国道10号
- 大分県道21号大分臼杵線

## 施設
- 大分製紙本社
- 大分経理専門学校
- 來迎寺
- 豊府稲荷神社
- 大分錦町郵便局

## その他

### 日本郵便
- 郵便番号 : 870-0024[2]（集配局 : 大分中央郵便局[16]）。